# صندلاوايات
الصندلاوايات (الاسم العلمي: Santalanae) هي طبقة من النباتات تتبع صنف الماغنولانيات من طائفة ثنائيات الفلقة.

## رتب
- صندليات